# Chrysodeixis rogationis
Chrysodeixis rogationis är en fjärilsart som beskrevs av Achille Guenée 1852. Chrysodeixis rogationis ingår i släktet Chrysodeixis och familjen nattflyn. Inga underarter finns listade i Catalogue of Life.